# 2022-es olasz labdarúgó-szuperkupa
A 2022-es olasz labdarúgó-szuperkupa (szponzorált nevén EA Sports Supercup) volt a Supercoppa Italiana 35. kiírása. Ez egy Derby della Madonnina találkozó volt a 2021–22-es olasz labdarúgó-bajnokság győztese, a Milan és a 2021–22-es olasz kupa győztese, az Internazionale között. A mérkőzésre a szaúd-arábiai Rijádban található Fáhd Király Nemzetközi Stadionban került sor.
A mérkőzést az Internazionale nyerte 3–0-ra, ezzel megszerezve sorozatban a második, összességében pedig hetedik címét.

## A mérkőzés háttere
Ez volt a Milan és az Internazionale második összecsapása a szuperkupában, a 2011-es kiírást a Milan nyerte 2–1-re Pekingben. A következő évben kezdődött a Juventus kilenc évig tartó sorozata; a csapat mindig döntős volt, vagy megnyerte a kupát. A Milan úgy lépett pályára, hogy tizenegy Supercoppa-mérkőzéséből hetet megnyert és legutóbb a Juventus ellen játszott 2018-ban, viszont az Abdullah király-stadionban 1–0-s vereséget szenvedett. Az Internazionale egymás után másodszor lépett pályára, miután az előző évben legyőzte a Juventust, tízből hat győzelemmel rendelkezett.

## A mérkőzés

### Részletek
| 2023. január 18. 20:00 (CEST) |

| AC Milan | 0–3               | Internazionale                     |
| -------- | ----------------- | ---------------------------------- |
|          | (0–2) Jegyzőkönyv | Dimarco 10' Džeko 21' Martínez 77' |

| Fáhd Király Nemzetközi Stadion, Rijád (Szaúd-Arábia) Nézőszám: 51 357 Játékvezető: Maresca (olasz) |

| Milan | Internazionale |

| GK            | 1  | Ciprian Tătărușanu   |     |     |
| RB            | 2  | Davide Calabria (c)  |     | 80' |
| CB            | 24 | Simon Kjær           |     | 65' |
| CB            | 23 | Fikayo Tomori        |     |     |
| LB            | 19 | Theo Hernández       | 77' |     |
| CM            | 8  | Sandro Tonali        | 85' |     |
| CM            | 4  | Iszmáel Bennászer    |     |     |
| RW            | 30 | Junior Messias       |     | 65' |
| AM            | 10 | Brahim Díaz          |     | 65' |
| LW            | 17 | Rafael Leão          |     |     |
| CF            | 9  | Olivier Giroud       |     | 81' |
| Cserék:       |    |                      |     |     |
| GK            | 77 | Devis Vásquez        |     |     |
| GK            | 83 | Antonio Mirante      |     |     |
| DF            | 20 | Pierre Kalulu        |     | 65' |
| DF            | 21 | Sergiño Dest         |     | 80' |
| DF            | 28 | Malick Thiaw         |     |     |
| DF            | 46 | Matteo Gabbia        |     |     |
| DF            | 94 | Andrea Bozzolan      |     |     |
| MF            | 7  | Yacine Adli          |     |     |
| MF            | 14 | Tiémoué Bakayoko     |     |     |
| MF            | 32 | Tommaso Pobega       |     |     |
| MF            | 40 | Aster Vranckx        |     |     |
| MF            | 90 | Charles De Ketelaere |     | 65' |
| FW            | 12 | Ante Rebić           |     | 81' |
| FW            | 27 | Divock Origi         |     | 65' |
| FW            | 56 | Alexis Saelemaekers  |     |     |
| Vezetőedző:   |    |                      |     |     |
| Stefano Pioli |    |                      |     |     |

| GK             | 24 | André Onana         |     |     |
| CB             | 37 | Milan Škriniar (c)  |     |     |
| CB             | 15 | Francesco Acerbi    |     |     |
| CB             | 95 | Alessandro Bastoni  |     | 85' |
| DM             | 20 | Hakan Çalhanoğlu    | 72' | 84' |
| CM             | 23 | Nicolò Barella      | 33' | 71' |
| CM             | 22 | Henrih Mhitarján    |     |     |
| RW             | 36 | Matteo Darmian      |     |     |
| LW             | 32 | Federico Dimarco    |     | 63' |
| CF             | 9  | Edin Džeko          |     | 71' |
| CF             | 10 | Lautaro Martínez    | 79' |     |
| Cserék:        |    |                     |     |     |
| GK             | 1  | Samir Handanović    |     |     |
| GK             | 21 | Alex Cordaz         |     |     |
| GK             | 31 | Gabriel Brazão      |     |     |
| DF             | 2  | Denzel Dumfries     |     |     |
| DF             | 6  | Stefan de Vrij      |     | 85' |
| DF             | 8  | Robin Gosens        |     | 63' |
| DF             | 12 | Raoul Bellanova     |     |     |
| DF             | 33 | Danilo D'Ambrosio   |     |     |
| DF             | 46 | Mattia Zanotti      |     |     |
| MF             | 5  | Roberto Gagliardini |     | 71' |
| MF             | 14 | Kristjan Asllani    |     | 84' |
| MF             | 45 | Valentín Carboni    |     |     |
| MF             | 77 | Marcelo Brozović    |     |     |
| FW             | 11 | Joaquín Correa      |     | 71' |
| FW             | 90 | Romelu Lukaku       |     |     |
| Vezetőedző:    |    |                     |     |     |
| Simone Inzaghi |    |                     |     |     |

| A mérkőzés embere: Edin Džeko (Internazionale) Asszisztensek: Stefano Alassio Giovanni Baccini Negyedik játékvezető: Daniele Chiffi Tartalék játékvezető: Alessandro Lo Cicero Videóbíró: Aleandro Di Paolo Videóbíró asszisztens: Rosario Abisso | Szabályok - 90 perc játékidő. - 30 perc hosszabbítás döntetlen esetén. - Büntetőrúgások ha ezt követően sincs döntés. - Tizenkét nevezhető, maximum hat becserélhető cserejátékos. |